# Megalograptus
Megalograpterus era um escorpião marinho (Euriptéridos) que viveu nos mares que cobriam partes do que é atualmente a América do Norte durante o período Ordoviciano, há cerca de 450 milhões de anos.

## Descrição
Como todos os escorpiões marinhos, o Megalograptus era um predador que usava suas quelas ("garras") para capturar suas presas. Era, provavelmente, um excelente nadador utilizando sua cauda como nadadeira e as patas para dar estabilidade.
Media cerca de um metro de comprimento e seus unicos predadores deveriam ser os grandes cefalópodes que viveram em seu período e ocupavam o topo da cadeia alimentar.